# کوشک (بخش مرکزی کهگیلویه)
کوشک یک روستا در ایران است که در دهستان دهدشت شرقی واقع شده‌است. کوشک ۳۹۲ نفر جمعیت دارد.